# 台湾鉄路管理局R200型ディーゼル機関車
台湾鉄路公司R200型ディーゼル機関車（たいわんてつろこうしR200がたディーゼルきかんしゃ）は、中華民国の台湾鉄路管理局（現台湾鉄路公司）が導入するディーゼル機関車（電気式ディーゼル機関車）の形式。スイスの鉄道車両メーカーであるシュタッドラー・レールが製造を手掛けており、2023年以降の営業運転開始を予定している。

## 概要
台湾鉄路管理局は2010年代以降、老朽化した旧型車両の置き換えを目的とした大規模な新型車両の導入を進めている。その一環として新型ディーゼル機関車34両分の入札が行われ、2019年にスイスのシュタッドラー・レールと契約を結ぶことが発表された。これは同社にとって初の太平洋地域への鉄道車両の導入事例であり、この契約に基づいて開発・生産が実施されるのがR200型である。
シュタッドラー・レールが世界規模で展開する機関車ブランドの「ユーロライト（EuroLight）」のうち、アジア向けの設計が施されている「アジアライト（AsiaLight）」の1形式で、全長20 m級・両運転台式の車体を有している。ディーゼルエンジンはカミンズ製の出力（2,700 HP）のものを1基搭載し、台車へ動力を伝達する6基の三相誘導電動機を稼働させる。牽引力は最大430 kNで、旅客車両を最大400 t分（速度110 km/h）、貨車を最大1,200 t分牽引可能な性能を有する。営業最高速度は110 km、設計最高速度は120 km/hである。また、主要機器については台湾の亜熱帯・熱帯気候での使用に適した構造が採用されている。
製造はシュタッドラー・レールがスペイン・バレンシアに有する工場で実施しており、2023年6月に最初の2両（R201、R202）の納入が行われた。以降試運転を経て、貨物列車の牽引や車庫での入換、車両故障時の救援などの運用に順次投入されることになっている。